# Legacy of Satan
Legacy of Satan è un film horror del 1974, scritto e diretto da Gerard Damiano. 

## Trama
Una setta satanica prevede la consacrazione di una futura sacerdotessa, la casalinga frustrata Maya.

## Produzione
Girato nel 1972, il lungometraggio di Damiano ebbe problemi finanziari. Per questo motivo, la produzione del film si procrastinò fino al 1974. 
Originariamente, Legacy of Satan doveva essere un prodotto pornografico. Il cineasta optò, invece, per mantenere il genere horror contaminato da sfumature softcore. 
Il cast comprende la debuttante Sandra Peabody, in una piccola comparsata. 

## Distribuzione
Il film è stato distribuito, in Italia, soltanto in home video in versione originale sottotitolata. Negli USA, invece, uscì nelle sale cinematografiche tramite i circuiti grindhouse, accoppiato a Non aprite quella porta. 
A causa dei contenuti fortemente espliciti, la pellicola è vietata ai minori. 